# Pierre Bachelet
Pierre Bachelet (Parijs, 25 mei 1944 - 15 februari 2005) was producer van Franse televisieseries. Hij was vooral in eigen land zeer bekend, maar daarbuiten ook dankzij zijn muzikale stem in de softpornofilms van "Emmanuelle".
Pierre Bachelet was onder meer ook de zanger van twee pakkende Franse ballades, zijnde "Elle est d'ailleurs" (1979) en "Les Corons" (1982). Dit laatste nummer is in ons taalgebied vooral bekend geworden dankzij de coverversie door Benny Neyman. Bij hem heet dat nummer "Het land van het zwarte goud".
Ook was hij oprichter van de groep Resonance die met "O.K. Chicago" in juli 1974 in de Top Tien terechtkwam.

## Discografie

### Studioalbums
- 1975: L'Atlantique
- 1975: Pierre Bachelet
- 1980: Elle est d'ailleurs
- 1982: Les Corons
- 1983: Découvrir l'Amérique
- 1985: Marionnettiste
- 1985: En l'an 2001
- 1987: Vingt ans
- 1989: Quelque part... c'est toujours ailleurs
- 1992: Les Lolas
- 1995: La ville ainsi soit-il
- 1998: Un homme simple
- 2001: Une autre lumière
- 2003: Tu ne nous quittes pas (Bachelet chante Brel)
- 2008: Essaye (postuum)

### Live-albums
- 1983: Un soir... Une scène
- 1986: Olympia 86
- 1988: Tu es là au rendez-vous
- 1991: La Scène
- 2005: 30 ans

### Compilaties
- 2015: 10 ans de Bachelet pour toujours (postuum)

### Soundtracks
- 1974: Emmanuelle
- 1975: Histoire d'O
- 1976: La Victoire en chantant
- 1978: Le Dernier Amant Romantique
- 1979: Coup de tête
- 1979: Les Bronzés font du ski
- 1980: Sex with the Stars
- 1984: Gwendoline
- 1987: Emmanuelle 5
- 1992: Emmanuelle 7
- 1999: Les Enfants du marais
- 2001: Un crime au Paradis

- Biblioteca Nacional de España: XX878578
- Bibliothèque nationale de France: cb12114711c (data)
- Gemeinsame Normdatei: 134318994
- International Standard Name Identifier: 0000 0001 1451 1440
- Library of Congress Control Number: no99013706
- MusicBrainz: 2b5d72ca-6b59-439f-a752-418f106f337e
- Nationale Bibliotheek van Israël: 987007449740705171
- Nederlandse Thesaurus van Auteursnamen: 073444650
- Istituto Centrale per il Catalogo Unico: UBOV494967
- SNAC: w6q252kc
- Système universitaire de documentation: 069462100
- Virtual International Authority File: 87746122
- WorldCat: E39PBJrWwmj3G3CFYwcPthPPcP